# Stigmina carpophila
Stigmina carpophila là một loài Ascomycetes trong họ Incertae sedis. Loài này được Lev. M.B. Ellis miêu tả khoa học đầu tiên năm 1959.
Đây là loài gây hại phát triển phổ biến ở Uzbekistan.